# 村上處直
村上 處直（むらかみ すみなお、1935年1月24日 - 2024年10月20日）は、日本の都市計画家。防災の専門家で、戦後の都市防災において、中心的役割を果たしてきた人物。防災都市計画研究所名誉所長及び会長。元代表取締役所長。
そのほか、社団法人環境情報科学センター評議員。杉並区まちづくり博覧会会長。
神奈川県地震被害想定調査委員会委員長、地域安全学会会長、兵庫県南部地震（阪神・淡路大震災）後の国土審議会特別委員、中央防災会議専門委員を歴任。
学位は工学博士。名古屋市生まれ。広島育ち。父は天文学者の村上忠敬（広島大学名誉教授）。

## 来歴
- 1953年、広島大学附属高等学校卒業。高校の同期に元通産事務次官の児玉幸治、元賀茂鶴酒造社長の石井泰行がいた。
- 1960年、横浜国立大学工学部建築学科卒業。在学中はグリークラブに所属
- 1962年、東京大学大学院数物系研究科修士課程修了（建築音響工学を専攻）。博士課程に進学予定が恩師の急死により、建築史研究室に研究生として一時在籍
- 1962年、東京大学工学部都市工学科が発足し、高山英華研究室に移籍、都市防災を専攻する
- 1965年、博士課程単位取得。退学後高山研究室特別研究員。江東防災再開発計画づくりに参画
- 1970年、防災都市計画研究所を設立。
- 1974年、「防災拠点等の防災都市建設に関する一連の計画」で、昭和49年度日本都市計画学会設計奨励賞
- 1985年、工学博士
- 1988年、横浜国立大学工学部教授就任
- 2000年、横浜国立大学を退官し、防災都市計画研究所代表に就任
- 2001年、早稲田大学理工学総合研究センター教授
- 2004年から、日本大学生産工学部非常勤講師、早稲田大学客員教授
- 2005年 - 2007年、危機管理システム研究学会会長
- 2024年10月20日に死去、89歳没

## 主な業績
- 白鬚の防災拠点整備計画、東京都江東再開発基本構想推進
- 大蔵省国有財産中央審議会・都市及び都市周辺における国有地の有効利用答申、跡地利用の基本方針作成に参加
- 筑波移転跡地小委員会委員・跡地利用計画大綱策定、杉並区蚕糸の森公園の計画等

## 主な著書
- 地震と都市
- 市民のための災害情報 (早稲田大学理工総研シリーズ、 難波桂芳・尾島俊雄らと共著）
- 都市環境（新建築大系9、彰国社、1982、根津浩一郎・増田康広らと）
- 地震と人
- 都市防災計画論、同文書院、1986